# Bristol Temple Meads vasútállomás
Bristol Temple Meads vasútállomás egy vasúti pályaudvar Angliábanban, Bristol városában. Egyike Anglia legforgalmasabb vasútállomásainak, 2016-ban már több, mint 10,7 millió utas fordult meg itt. Az állomás személy- és teherpályaudvar is egyben, így egyaránt megfordulnak az állomáson regionális-, távolsági- és tehervonatok is.

## Képgaléria

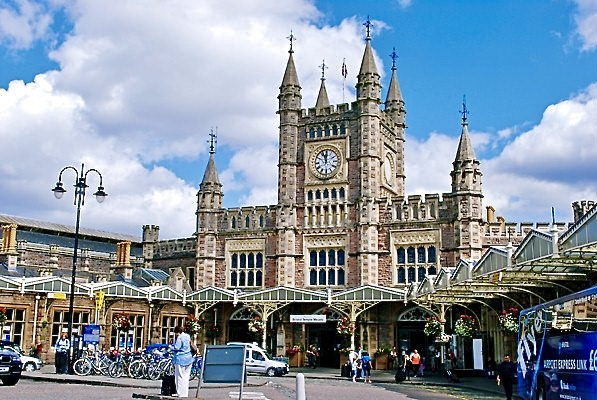
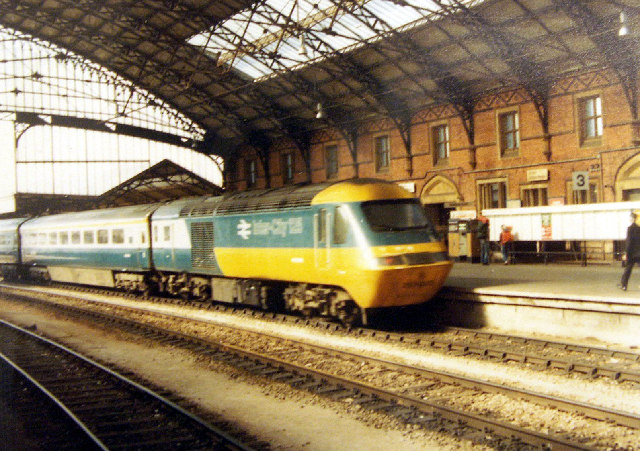
IC 125 sorozatú dízel motorvonat 1974-ben az állomáson
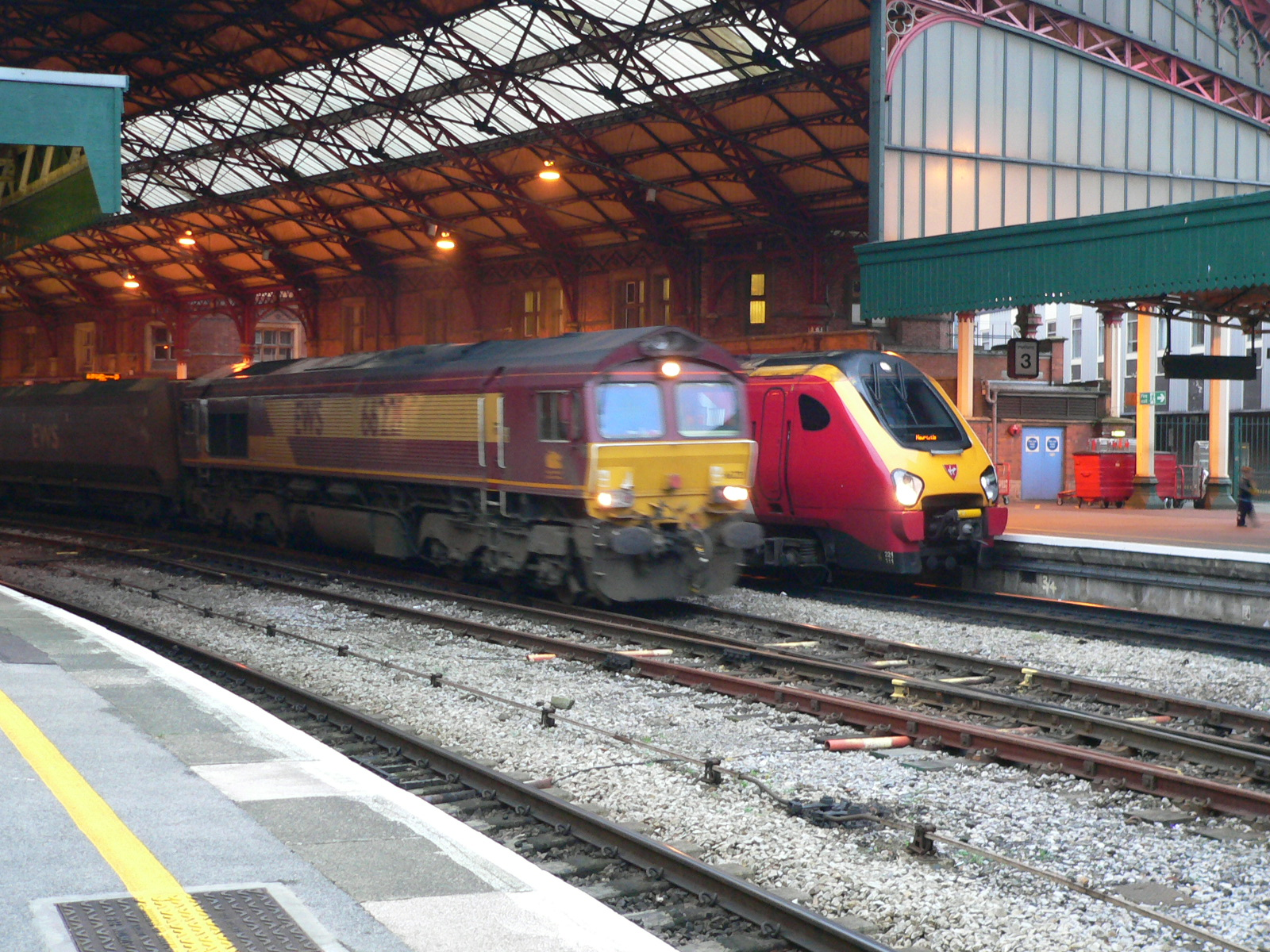
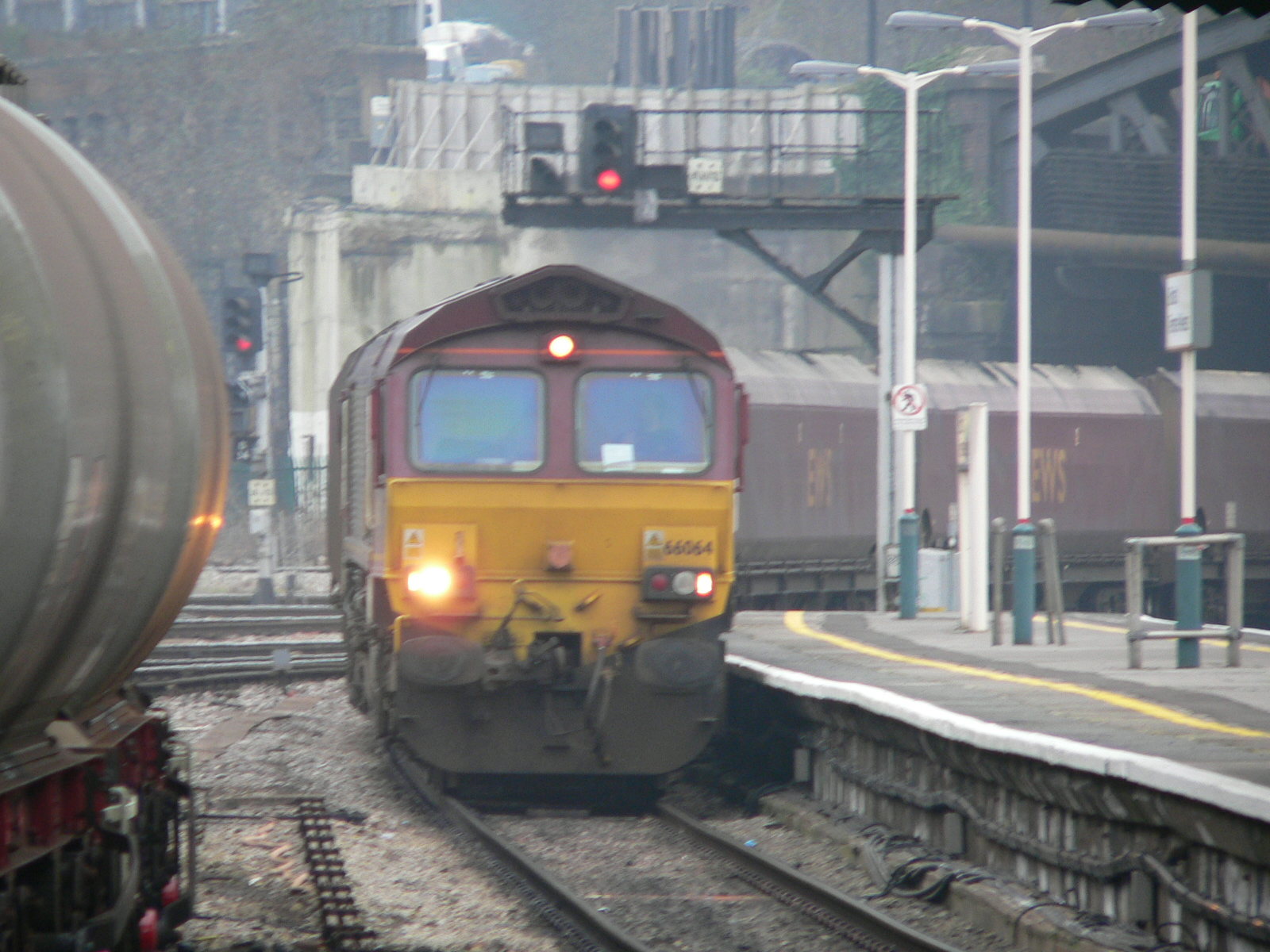
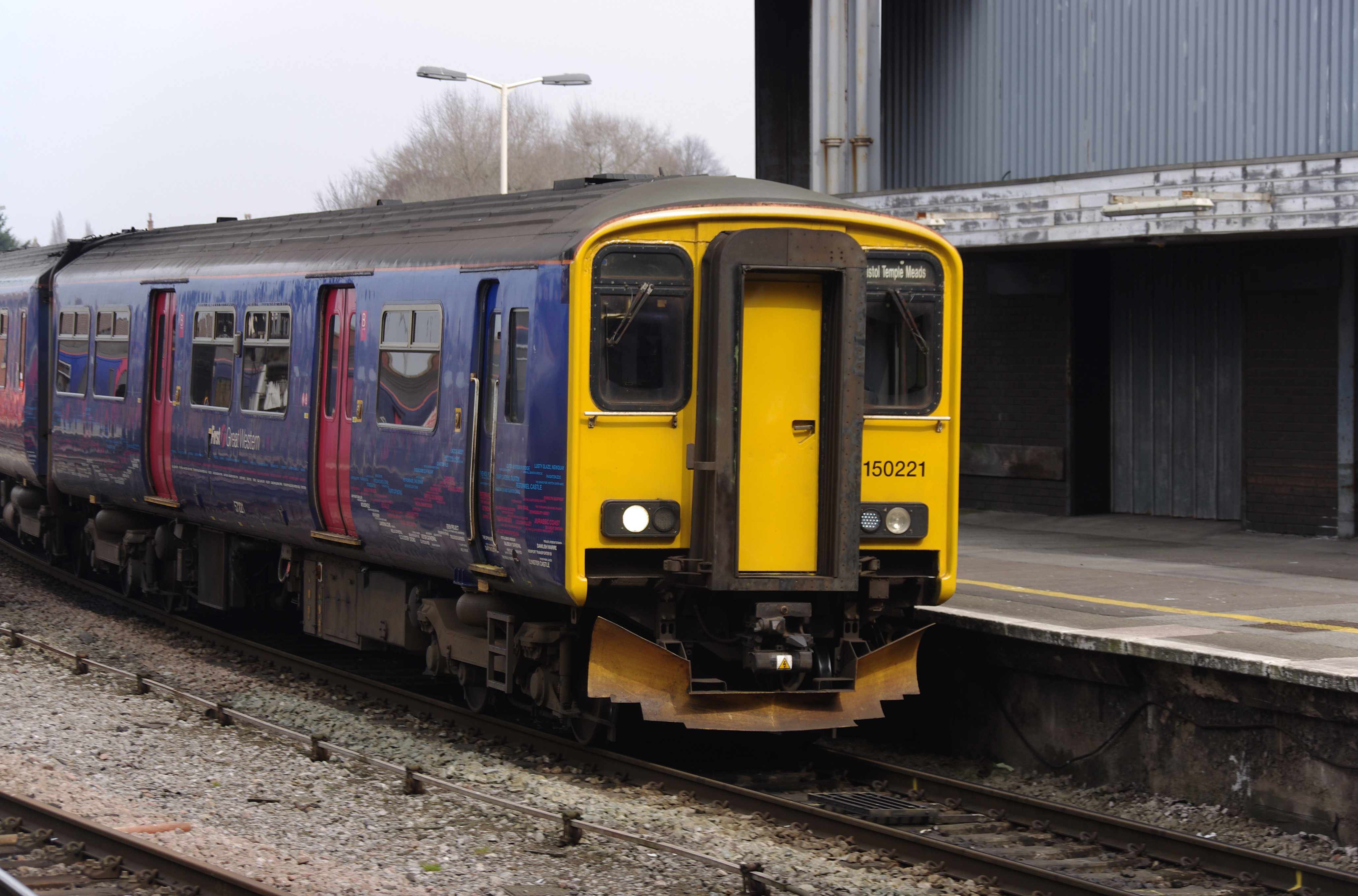
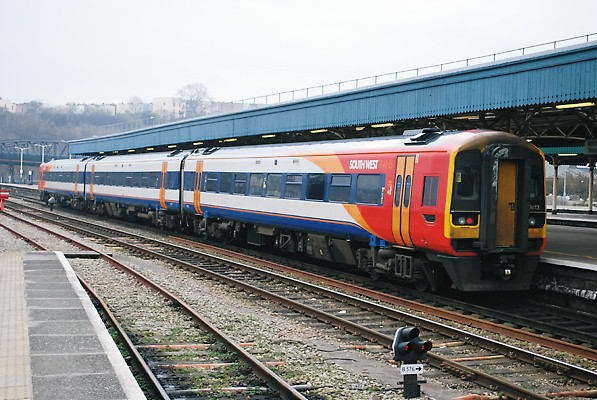